# ホウトク
株式会社ホウトク（英: HOUTOKU Co., Ltd.）は、愛知県小牧市に本社を置くアイリスオーヤマグループの家具製造メーカー。主に学校向けの机や椅子の製造・販売を行っており、全国シェアの約20%を占めている。

## 概要
1953年に、名古屋市熱田区で創業（創業時の社名は「ホウトク金属株式会社」）。主に金属製の家具の製造販売を行っていた。学校用の机と椅子の製造を始めたのは、1961年。その後本社を小牧市に移し、1971年に名前を現在の「株式会社ホウトク」に改名。
2007年1月に、小牧市にある本社兼工場で火災が発生。しかし同年2月初旬には、工場の操業を再開した。

## 沿革
- 1953年 - 「ホウトク金属株式会社」として創業。
- 1961年 - 学校用の机と椅子の製造開始。
- 1971年 - 社名を「株式会社ホウトク」に変更。
- 1972年 - 名古屋証券取引所2部に株式を上場。
- 2007年
  - 1月29日 - 本社兼工場で火災発生。
  - 1月30日 - 火災鎮火。
  - 2月8日 - 操業再開。
- 2009年2月 - アイリスオーヤマと業務資本提携。
- 2010年 - アイリスオーヤマがTOBを実施、5月28日に成立したと発表。8月にアイリスオーヤマの完全子会社となり、上場廃止。

## 事業所
- 本社・本社工場・ショールーム（愛知県小牧市）
- 東日本支社・首都圏支店（東京都台東区）
- 西日本支社（名古屋市中区）
- 大阪支店（大阪市西区）
- 東京ショールーム（東京都港区）

## CM
- 1960年代から1970年代まで、パンチのある女声が社名を連呼するCMソングを採用、全国でテレビCMを放映していた。また『ホウトクの歌』（作詞岡本淳、作曲市川昭介、歌フォー・コインズ）はさらに古い[1]。